# Istocheta amita
Istocheta amita là một loài ruồi trong họ Tachinidae.